# Despertar (canción)
«Despertar» es el décimo sencillo del grupo español de rock Héroes del Silencio perteneciente a su álbum Senderos de traición publicado en 1990. Fue el tercer sencillo extraído del disco, precedido por «Entre dos tierras» y «Maldito Duende». Fue el track #9 en la progresión de las canciones del álbum y #10 de la versión mexicana y sudamericana. La canción habla sobre el odio, el amor y el resentimiento en la línea de las letras que Enrique Bunbury escribió para el álbum. La autoría de la canción, está acreditado a toda la banda .

## Créditos
- Juan Valdivia — guitarra
- Enrique Bunbury — voz y guitarra acústica
- Joaquín Cardiel — bajo, coros
- Pedro Andreu — batería